# 라우라 친치야
라우라 친치야 미란다(스페인어: Laura Chinchilla Miranda, 1959년 3월 28일 ~ )는 코스타리카의 정치인이자 최초의 여성 코스타리카 대통령이다. 그녀는 오스카르 아리아스 정부 하에서 제1부통령과 법무부 장관을 하였다. 2010년 대선에서 중도좌파 여당 PLN (Partido Liberación Nacional)의 대통령 후보로 출마했으며, 선거에서 46.76%를 득표하여 승리하였다.

## 젊은 시절
그녀는 1959년 3월 28일 산호세 부근의 데삼파라도스에서 태어났다. 코스타리카 대학교 정치학과를 졸업한 후, 미국 조지타운 대학교에서 행정학 석사를 취득하였다.
정치에 입문하기 전, 친치야는 라틴 아메리카와 아프리카에서 NGO 컨설턴트로 일하면서, 사법개혁과 공공 안전 문제들을 전공으로 하였다. 호세 마리아 피게레스 올센 정부 하에서 공공 안전부 차관 (1994년 ~ 1996년)과 공공 안전부 장관 (1996년 ~ 1998년)을 하였다. 2002년부터 2006년까지, 그녀는 국회에서 산호세주의 하원의원으로 활동하였다.
한편, 그녀는 오스카르 아리아스 대통령 제2기 정부(2006-2010) 하에서 제1부통령(2006년 ~ 2008년, 제2부통령은 켈빈 카사스 사모라)으로 재직하였으나, 2010년 대통령 선거에 출마하기 위해 2008년 부통령직을 사임했다. 2009년 6월 7일, 그녀는 민족해방당 (PLN)의 대통령 후보를 뽑기 위한 선거에서 경쟁자를 15% 이상으로 누르고 당의 대통령 후보가 되었다.
그러나 대통령 재직 중 여러 가지 스캔들에 휘말리면서 국민들의 반감을 샀고, 결국 2014년 대선에서 민족해방당의 후보로 나선 조니 아라야는 시민행동당의 루이스 기예르모 솔리스에게 패하였다. 이후 2014년 5월 8일 퇴임하였다.

## 역대 선거 결과
| 선거명      | 직책명            | 대수 | 정당       | 득표율 | 득표수    | 결과 | 당락                   |
| ----------- | ----------------- | ---- | ---------- | ------ | --------- | ---- | ---------------------- |
| 2010년 선거 | 코스타리카 대통령 | 46대 | 민족해방당 | 46.78% | 863,803표 | 1위  | 코스타리카 대통령 당선 |